# Friedrich Eugen von Hobe
Friedrich Eugen von Hobe, auch von Hoben (getauft 23. März 1761 in Carlewitz (heute Ortsteil von Marlow); † 24. September 1809 in Schorssow) war ein deutscher Forst- und Hofbeamter.

## Leben
Friedrich Eugen von Hobe(n) entstammt der mecklenburgischen Adelsfamilie von Hobe. Sein Vater Jochim Ernst von Hobe war Hauptmann in dänischen Diensten.
Im Alter von 13 Jahren trat er als Cavalier in die herzogliche Militärakademie Karlsschule in Stuttgart, wie schon zuvor sein älterer Bruder Johann Wilhelm. In den Jahren 1777 bis 1779 ist er als Respondent in Disputationen unter dem Vorsitz von Jakob Friedrich von Abel belegt. 1780 beendete Hobe sein Studium und wurde im Rang eines Leutnants entlassen. Er muss aber auch noch danach im württembergischen Offizierskorps gedient haben, denn 1787 wurde er als in Urlaub ausgeblieben in Abgang gebracht.

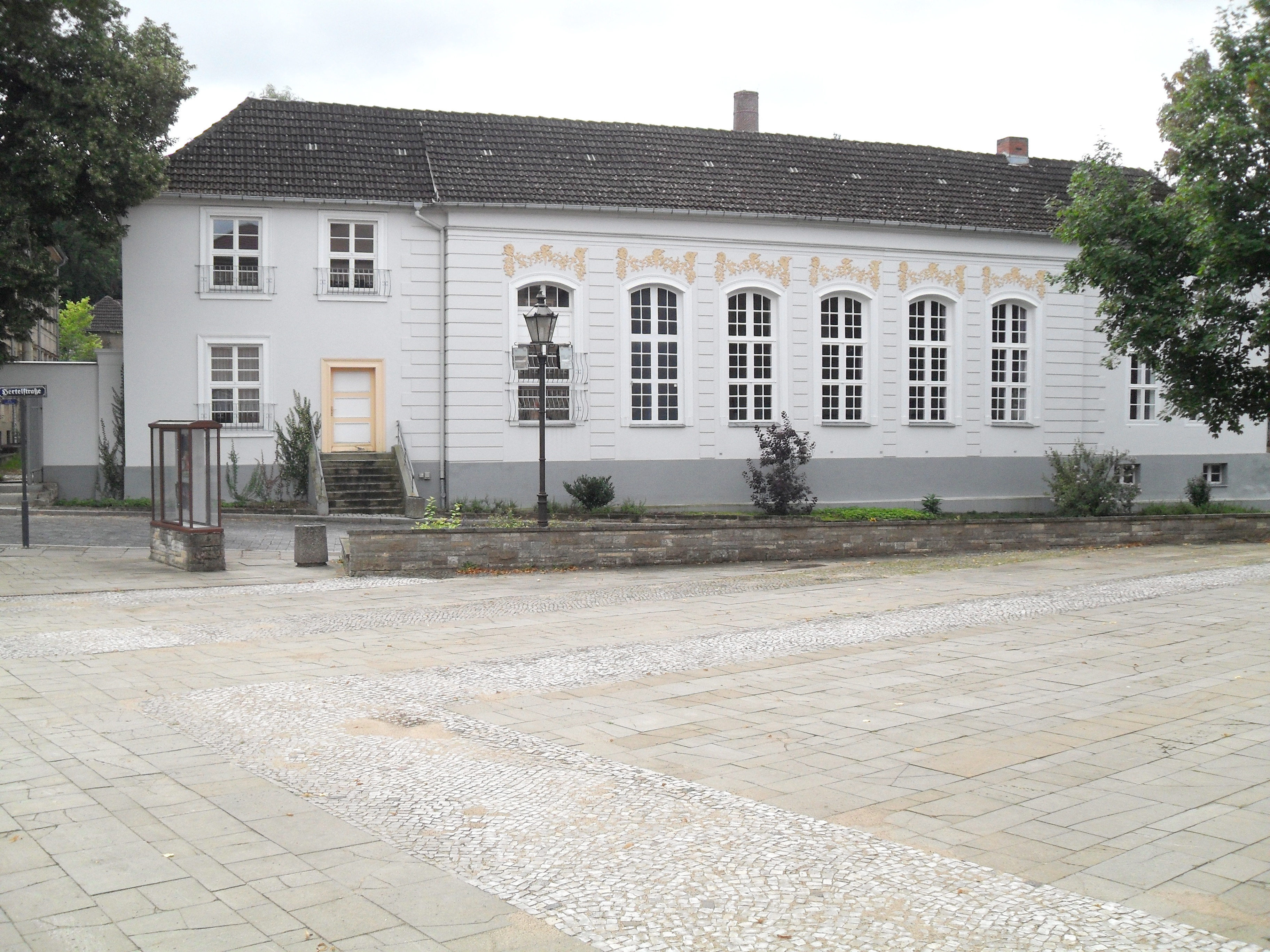
Hobe-Haus in Neustrelitz

Ab 1790 ist er im Hofdienst von Mecklenburg-Strelitz nachweisbar, zunächst als Oberkammerjunker und Oberforstmeister. 1792 war er als Hofjägermeister im herzoglichen Forst-Collegium tätig. Nach dem Regierungsantritt von Herzog Karl II. 1794 wurde Hobe in dessen unmittelbaren Dienst übernommen und war 1796 Oberschenk in der herzoglichen Hofhaltung. Ab 1803 leitete er als Hofmarschall die Hofhaltung von Herzog Carl. Nach ihm erhielt das Palais, in dem das Hofmarschallamt untergebracht war und das heute das Standesamt der Stadt Neustrelitz beherbergt, den Namen Hobe-Haus.
Hobe starb auf der Rückreise aus dem Kloster Dobbertin bei einem Besuch auf Schorssow am Fieber und wurde im Gewölbe (der Moltkeschen Familiengruft) in der Dorfkirche Bülow (Schorssow) beigesetzt.
Er war verheiratet mit Maria Margaretha Elisabeth (Lisette), geb. von Lützow. Bekannt sind vier Kinder: Adolfine von Hobe (gest. 1829) als Hofdame der Prinzessin Paul von Württemberg. Charlotte von Hobe (1792–1852), Schriftstellerin und Stiftsdame. Ein Sohn August von Hobe (1791–1867) wurde preußischer Offizier, erhielt schon im Alter von 22 Jahren am 27. Mai 1813 den Orden Pour le Mérite und war von 1826 bis 1842 Landrat für den Landkreis Osthavelland. Ein weiterer Sohn Carl (* 1790) fiel als Leutnant der C-Husaren in der Völkerschlacht von Leipzig.

### Schlosskoppel
Das ursprünglich rund 50 Hektar große Gelände an der Mirow-Wesenberger Landstraße (heute Useriner Straße) entlang des Zierker Sees wurde seit 1755 als Viehweide genutzt. Nach dem Regierungsantritt von Herzog Karl II. (1794) wurde die Koppel auf Anraten von Hobes mit Kanälen und Gräben entwässert und zu einem von Baumgängen durchzogenen englischen Landschaftspark umgewandelt, der sich über eine Allee durch die Official-Gärten an den Schlosspark Neustrelitz anschloss. 1808 endete die Nutzung als Viehweide vollständig. In diese Zeit ist die Anpflanzung der heute ältesten Gehölzbestände von Eichen und Buchen zu datieren. Ein weitläufiges Netz geschwungener Pfade erschloss die Schlosskoppel. Neben dem parallel zur Uferpromenade verlaufenden Hauptweg endete ein geradliniger Weg in einem Rondell. Ein Hauptmerkmal des Lustwäldchens war ein Rasenplatz mit einer mächtigen Eiche, den König Friedrich Wilhelm III. bei seinem Besuch mit Königin Luise kurz vor ihrem Tod 1810 erwähnt. Im weiteren Verlauf des 19. Jahrhunderts wurden weitere Anlagen und Blumenbeete angelegt und die Schlosskoppel nach Osten erweitert, so dass Schlossgarten, Schlosskoppel und Tiergarten erstmals ein vollständig verbundenes Gebiet bildeten. Gegen Ende des Jahrhunderts jedoch war der Park seiner gärtnerischen geformten Erscheinung entwachsen und entwickelte sich zum Wald.
Nach 1918 verfiel die Schlosskoppel; im neueren Teil entstanden 1937 Sport- und Aufmarschplätze (heute Parkstadion und Rudolf-Harbig-Stadion der TSG Neustrelitz), in den ehemals herzoglichen Gärten eine Kleingartenanlage, der Rest wurde sich selbst überlassen und verwandelte sich in einen sumpfigen Bruchwald. Ein erster Versuch, das Gelände wieder in Form zu bringen, erfolgte 1990 mit ABM-Kräften. Durch mangelnde Pflege danach geriet der Park wieder in Gefahr, zum nicht begehbaren Urwald zu werden. Anfang 2017 legte die Stadtverwaltung Neustrelitz erste Pläne zur Pflege und einer eventuellen grundlegenden Restaurierung vor.

## Erinnerung
Herzog Karl II. ließ zur Erinnerung an Hobe 1813 durch Christian Philipp Wolff ein Denkmal an der Quelle (dem Spring) auf der Schlosskoppel errichten. Hierfür wurde Wolff Sandstein vom Bau des Neuen Palais (nicht erhalten) zur Verfügung gestellt. Wollfs Arbeit umfasste die Einfassung und Gestaltung der Quelle sowie deren Überbau mit dem Denkmal. Das Denkmal selbst war ein nach oben leicht verjüngter, annähernd drei Meter hoher, abgestumpfter Obelisk mit einer Grundfläche von 1,7 m x 1,7 m. Den Abschluss bildet ein Gesims mit Eckaktroterien, zwischen denen sich an der Ansichts- und  Rückseite flache  Tympanons,  gefüllt  mit  naturalistischen  Eichenzweigen, befinden. Unterhalb des Gesimses ist zu jeder Seite eine halbrunde Flachnische eingearbeitet, welche auf der Ansichtsseite mit einem Relief ausgeschmückt ist. Es zeigt einen, von Blattornamenten umschlungenen  Kelch, aus dem allerlei Blumenschmuck quillt. Abschließend über dem Kelch schwebt ein stilisierter Schmetterling (als Zeichen der Auferstehung). Wohl erst nachträglich wurde eine weiße Marmorplatte hinzugefügt, die die Inschrift trägt: Dem Stifter und Schöpfer dieser stillen Spaziergänge und Umgebungen, Friedrich Eugen von Hobe, widmet aus Dankbarkeit dieses Denkmal Carl Herzog zu Mecklenburg. 1813. 1821 erfolgte eine Instandsetzung durch Friedrich Wilhelm Buttel.
Nach 1945 fiel der Obelisk dem Vandalismus zum Opfer. In den 1990er Jahren wurde ein einfacher Stein etwas nach hinten versetzt aufgerichtet, an dem eine neue metallene Tafel mit der Originalinschrift angebracht wurde. Die steinerne Einfassung Wolffs der inzwischen versiegten Quelle ist noch vorhanden und wurde 2000 durch einen Zaun gesichert. Das Denkmal, das auch als Hobe-Brunnen bekannt ist, gehört mit zu den Elementen der Schlosskoppel, die nach dem Willen der Stadt Neustrelitz von 2017 gepflegt und gegebenenfalls instand gesetzt werden müssen.

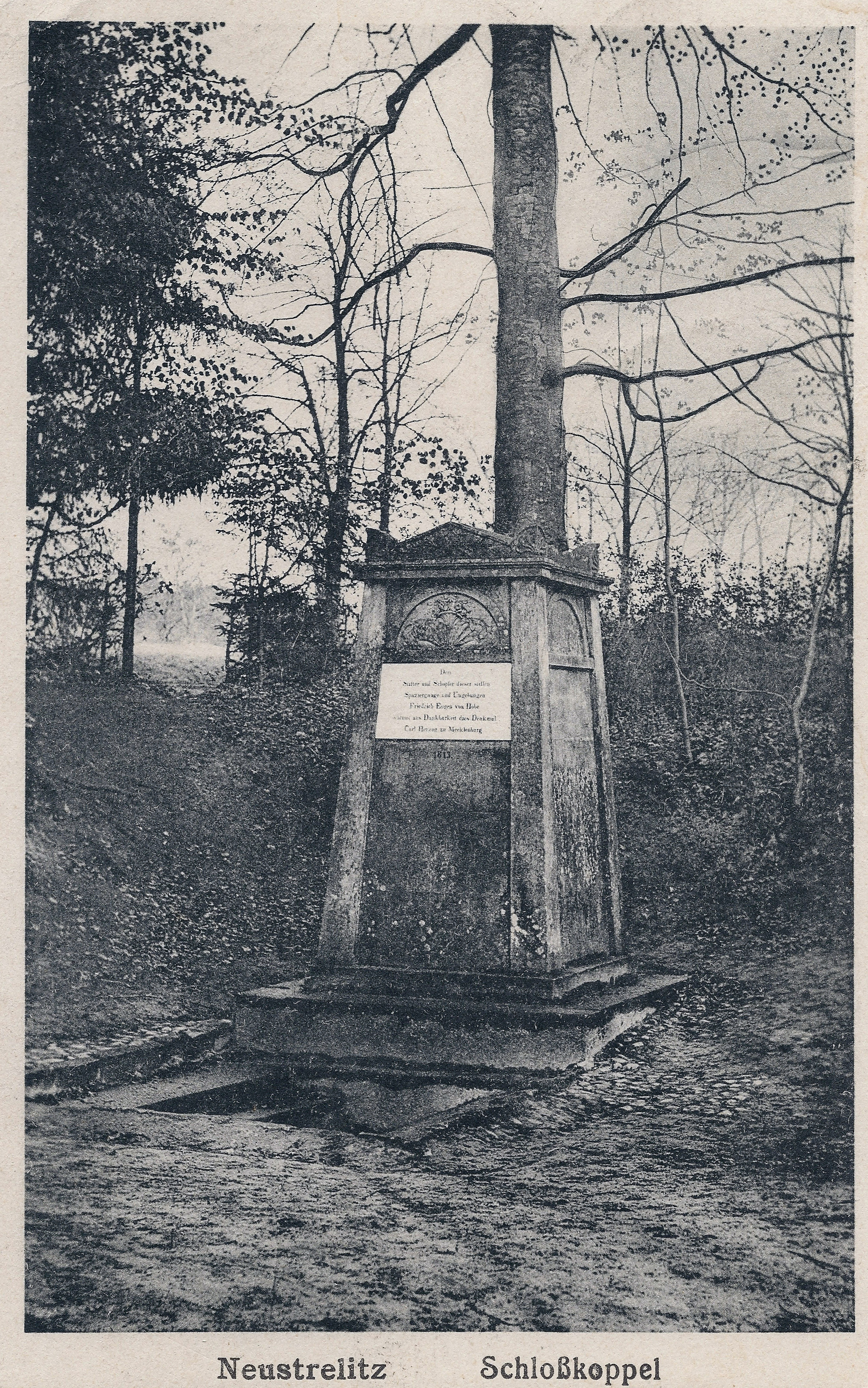
Hobe-Denkmal (1922)
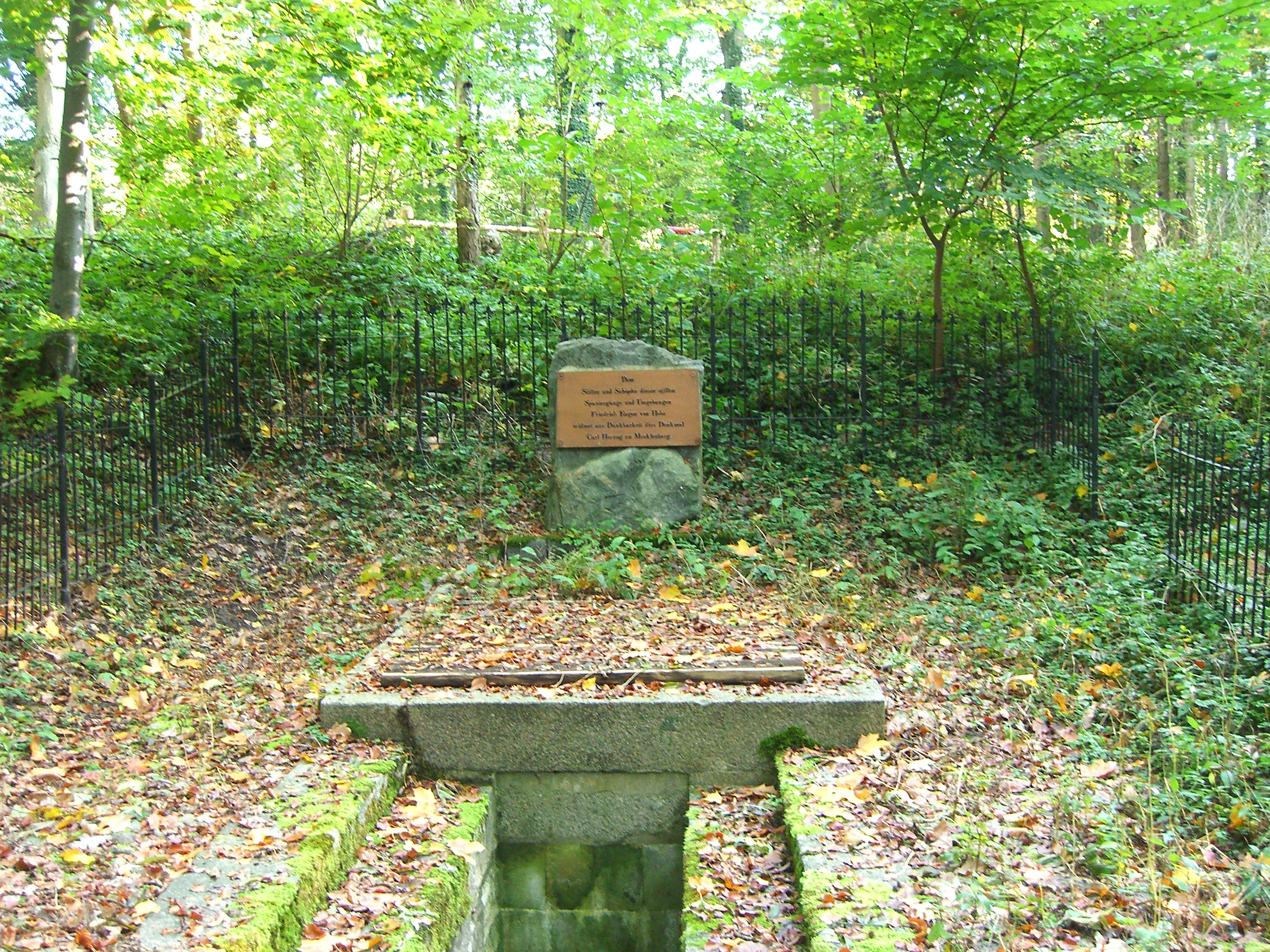
Hobe-Denkmal mit Quelleinfassung (2009)